# إريك شيل
إريك شيل (بالفرنسية: Éric Chelle)‏ (مواليد 11 نوفمبر 1977 في أبيجان - ساحل العاج) مدرب ولاعب كرة قدم مالي سابق. وهو مدرب منتخب نيجيريا لكرة القدم منذ 2022. سبق أن لعب لصالح نادي الدرجة الأولى لنس الفرنسي منذ 2008 وحتى 2011 في مركز قلب الدفاع.

## روابط خارجية
- إريك شيل على موقع رابطة كرة القدم الفرنسية للمحترفين (الإنجليزية)
- إريك شيل على موقع قاعدة بيانات كرة القدم.إي يو (الإنجليزية)
- إريك شيل على موقع ليكيب (الفرنسية)
- إريك شيل على موقع ناشيونال فوتبول تيمز (الإنجليزية)